# Castillo de Castelo Branco
El Castillo de Castelo Branco, también conocido localmente como Castillo de los Templarios, es un castillo medieval reconocido por ser de la propiedad de la Orden Templaria, de ahí su nombre local. Está situado en la ciudad, parroquia, municipio y distrito de Castelo Branco, en Portugal. 
Fue un castillo íbero estratégico y en la Edad Media formaba parte de la llamada Linha do Tajo (línea del Tajo). Gravemente dañado a lo largo de los siglos, el castillo templario sigue siendo el registro histórico militar más importante de la ciudad.

## Historia

### Donación del castillo
En 1165, el territorio que se convertiría en Castelo Branco fue conquistado a los moros y donado a los Caballeros Templarios, que en ese momento dominaban Vila Franca da Cardosa. En 1198, el rey Sancho I revisó la donación para que la mitad de las tierras de Castelo Branco quedaran bajo el control de Fernando Sanches. Siguiendo el modelo de Ávila/Évora, en 1213 se emitió una carta foral. Al año siguiente Cardosa fue legada a la Orden del Templo, confirmada en una bula papal emitida por Inocencio III (en 1245) donde, por primera vez, apareció el nombre de Castelo Branco.

### Construcción
Tan pronto como los Templarios tomaron posesión de Moncarche, en 1209, pronto hicieron planes para construir el castillo. La primera muralla fue construida por los Caballeros Templarios entre 1214 y 1230, ampliando así su línea defensiva con Tomar, Monsanto, Zêzere, Almourol y Pombal. Durante finales de 1230, el Maestre templario, ordenó la construcción de un palacio para sus caballeros comendadores.
A finales del siglo XIII, durante el reinado del rey Denis, el castillo incluía cuatro puertas: la Puerta Dorada, la Puerta de Santiago, la Puerta de los Traidores y la Puerta Pelame.  A mediados de ese siglo se construyó una segunda cortina de murallas que resultó en la existencia de siete puertas, en lugar de las tres estructuras primitivas.  En algún momento durante este período se ejecutó la construcción de la torre del homenaje, que estaba adosada a la pared, financiada con impuestos sobre los cereales, el vino, la carne, las sobras de los hospitales, las botellas y los fondos residuales de los testamentos públicos hasta aproximadamente 600 libras.
Durante el siglo XVI se construyó un palacio, pero hasta el día de hoy sólo queda la torre. Duarte D'Armas en su Livro das Fortalezas identifica una gran torre del homenaje y un edificio palaciego, el Palácio dos Comendadores (Palacio de los Comendadores) con huerto, una cortina de murallas defendidas por cinco torres, incluida una con torre del reloj. La estructura fue descrita como construida con piedra trabajada, con mortero de piedra caliza, material que se desgasta fácilmente en los años siguientes. En 1505 surgió la necesidad de que Mateus Fernandes analizara la necesidad de trabajar en la estructura. El castillo en ese momento tenía ocho puertas: Puerta del Ouro (Oro), Puerta de la Traição (Traidores), Puerta del Espíritu Santo (Espíritu Santo), Puerta del Relógio (Torre del Reloj), Puerta de la Vila (Ciudad) Puerta, Puerta "Esteval", Puerta "Santiago" y Puerta "Santarém".  La necesidad de reparar la estructura motivó el nombramiento de Álvaro Cardoso para recibir el dinero de las obras del castillo el 20 de noviembre de 1510. Con el crecimiento de la localidad, llegó a tener 1.417 habitantes, lo que llevó al rey Juan III a tituló el pueblo como Notável (Notable) en 1535.
Una cápsula de 1706 describe el palacio con un pórtico de acceso de mampostería con establos a la derecha y un aljibe a la izquierda, alimentado por el agua de lluvia recogida en la Iglesia de Santa María.  La plaza estaba fortificada con una muralla, situada entre la iglesia y el palacio. Desde la entrada cubierta de cuatro arcos se accede a un patio de madera de castaño con caseta de vigilancia en esquina. A la izquierda hay una escalera de 28 escalones junto a la cocina, con dos salones acristalados con chimenea. La torre de tres plantas con singular ventana y buhardilla, para el titular de guarda ropa, estaba conectada a la torre del homenaje. En octubre de 1753, la antigua torre del homenaje seguía existiendo en óptimo estado de conservación.  
En el primer cuarto del siglo XIX se construyó una nueva portada para comunicar con la barbacana.  

### Iglesia de Santa María do Castelo
En el interior del castillo, separando el primer y tercer patio, se encuentra la Iglesia de Santa María do Castelo. Era una iglesia románica sin campanario y tenía las campanas en el muro, al lado de la entrada. La advocación del templo a Santa María do Castelo era una característica de los Templarios.

### Ataques
El 22 de mayo de 1704, una fuerza franco-española invadió el territorio y la batalla en el castillo resultó en la destrucción parcial de las murallas. 
En 1762, la plaza fue saqueada, durante los acontecimientos de la guerra de los Siete Años,; la plaza finalmente fue desincorporada/desmilitarizada según el Tratado de París de 1763. Esto inició una lenta devolución de la importancia de la estructura, lo que resultó en la extinción del título de alcalde del castillo el 6 de noviembre de 1769.  Aunque la ciudad fue elevada a la categoría de ciudad el 20 de marzo de 1771 y se convirtió en la sede del obispo, esto no detuvo el declive del castillo. 
Durante el transcurso de la Guerra de la Independencia, durante la marcha de Junot hacia Lisboa, el castillo quedó en ruinas. En 1818 se realizaron algunas obras para remediar el daño.

### Alcaldía
La primera referencia al alcalde del castillo se produjo en una carta de donación fechada el 1 de octubre de 1357, cuando se señalaba a Martim Lourenço de Figueiredo como responsable de la estructura defensiva. En 1408, la descripción del castillo incluía detalles de tres cámaras, una torre y dos establos para caballos (con su propia cocina), un cobertizo para el ganado, un granero y una caseta de vigilancia (para guardar la plata). En 1422 se construyó una barbacana. En el Rol dos Besteiros de 1422 se hace referencia a 6390 habitantes, pero en las "Consultas" de 1496, había apenas 839 personas dentro de sus muros. En el siglo XVII, en el palacio de los Comendadores habitaron los últimos comendadores: D. Fernando y D. António de Meneses.  
En 1821, los habitantes locales retiraron las piedras del castillo y del palacio para construir sus propias casas.  El 17 de julio de 1835, una ordenanza del consejo municipal concedió una licencia para destruir los arcos de los muros y reutilizar esas piedras para proyectos públicos.  Como consecuencia, las piedras que formaban las puertas "Vila", "Relógio" y "Espírito Santo" fueron destruidas y sus piedras utilizadas en la construcción del Ponte da Granja . Un despacho similar del 9 de marzo de 1839 permitió la venta de la piedra del castillo, así como de tejas y madera del palacio.  El 20 de marzo se adoptó una disposición similar para otro grupo de baldosas y madera. En 1851, el consejo municipal estudió la posibilidad de implantar un cementerio en el lugar, pero la idea fue abandonada en 1864, debido a que el lugar era excesivamente rocoso.   

### SigloXX
A principios del siglo XX, el castillo tenía poco propósito histórico-cultural y las autoridades municipales lo utilizaron como telón de fondo para las preocupaciones locales. En 1929, el municipio construyó un urinario público a lo largo del muro de la Rua Vaz Preto. Al año siguiente, la última torre de la muralla se derrumbó, después de un período de ruina. En 1933 se construyeron tres depósitos de agua, adjudicados a Manuel Figueira, en terrenos adquiridos por 6.000$00 escudos portugueses.
Una tormenta provocó un deslizamiento de tierra que destruyó la torre de la esquina este/norte, lo que motivó una solicitud formal a la DGEMN para iniciar un proyecto de restauración y vigilancia. Simultáneamente, el municipio solicitó ideas para la reconstrucción del castillo al ingeniero Manuel Tavares dos Santos, pero al carecer de fondos, este proyecto fue abandonado. En 1975, se examinó la posibilidad de demoler el muro a lo largo de la Rua Vaz Preto: la DGEMN analizó los muros a lo largo de este corredor en 1977, para determinar su viabilidad, mientras que la autoridad municipal expropió viviendas a lo largo del segmento de los muros. 

En 1981, se demolieron las estructuras que pertenecían a la GNR y que estaban adheridas a los muros a lo largo de la Rua Vaz Preto . Durante la demolición de las casas de la Rua Vaz Preto, se redescubrieron parte de la muralla y de las torres originales. Esto llevó a la propuesta del 5 de junio de 2009 de buscar una clasificación formal del estado patrimonial del sitio.  El 26 de octubre de 2009, el DRCCentro solicitó la clasificación del castillo como Bien de Interés Público. Fue aceptado el 28 de octubre por el consejo consultivo del IGESPAR, pero el proceso fue archivado el 7 de enero de 2013, y el sitio nunca obtuvo su clasificación. 

## Actualmente
El castillo está ubicado en la cima de una colina de granito a aproximadamente 470 metros (1540 pies) dentro del Cerro da Cardoza, una región dominada en el sureste por la Serra de Monforte; la Serra da Gardunha y la Serra da Estrela, al norte; y al noreste, la frontera con Idanha-a-Nova. Otros edificios históricos que rodean inmediatamente el castillo incluyen la residencia en Rua D'Ega, 92, la Iglesia de Santa Maria do Castelo y edificios utilizados como alojamiento de peregrinos, la Casa dos Romeiros. 
Lo que queda del castillo es la línea de murallas que conectaba una de las torres con la torre del homenaje principal del palacio de los comandantes. La torre defensiva del siglo XV tiene forma de rectángulo y se puede acceder a ella desde una escalera. 
La fachada orientada al oeste está prácticamente destruida, pero está marcada por dos ventanas balconeras: una en el primer piso y otra en el segundo piso. Las ventanas del segundo piso son en realidad ventanas dobles con arcos biselados. Mientras tanto, la fachada norte tiene una única ventana en el segundo piso, con dintel y arco rectangular. 